# Norberto José d’Alva Costa Alegre
Norberto José d’Alva Costa Alegre (ur. 1951) – premier Wysp Świętego Tomasza i Książęcej od 16 maja 1992 do 2 lipca 1994.
Należał do założonej w 1990 Partii Konwergencji Demokratycznej – Grupy Refleksyjnej (PCD-GR). W rządzie Daniela Daio od 1991 kierował resortem finansów. Po jego dymisji w 1992 sam objął fotel premiera. Gabinet składał się z 14 członków, czyli dwukrotności poprzedniego. Z czasem zaczął narastać konflikt między rządem a prezydentem Miguelem Trovoadą. Rząd oskarżał go o obstrukcję, zaś prezydent uważał, że kraj ciąży od systemu semiprezydenckiego w stronę dyktatury parlamentarnej. Trovoada zdymisjonował Alegre w lipcu 1994, jako przyczynę podając konflikt instytucjonalny. Jego następcą został wyrzucony z PCD-GR minister obrony Evaristo Carvalho. W wyborach z 1994 zdobył mandat z okręgu obejmującego São Tomé.
Żonaty z Aldą Bandeirą. Jego żona od 1991 do 1993 i od 2002 do 2003 kierowała resortem dyplomacji, a także kandydowała w wyborach prezydenckich w roku 1996, zdobywając 14,6% głosów.